# Artemis Fowl: De Russische connectie
Artemis Fowl: De Russische connectie (originele titel Artemis Fowl: The Arctic Incident) is het tweede boek uit de serie van de serie Artemis Fowl, geschreven door Eoin Colfer. Het boek verscheen in mei 2002.

## Inhoud
Het boek begint met een flashback, waarin wordt vermeld dat Artemis Fowl I (de vader van Artemis Fowl II) voor aanvang van het vorige boek gevangen is genomen door de Russische maffia toen hij met een grote vracht cola door de Kolabaai voer. De maffia eist losgeld. Dit verklaart deels Artemis’ acties in het vorige boek.
Terug in het heden ontdekt Artemis eindelijk de locatie van zijn vader en wil hem gaan halen. Ondertussen, in de elfenwereld, krijgt de elfBI lucht van een batterijensmokkel door kobolden. Artemis Fowl is hun hoofdverdachte, dus wordt Holly gestuurd om hem te ondervragen. Artemis blijkt onschuldig, dus maakt de elfBI een deal met hem; als hij hen helpt de smokkelaars te ontmaskeren, zullen zij hem helpen zijn vader te redden.
Artemis ontmaskert Opal Koboi en Pico Knuppel als de meesterbreinen achter de smokkel. De elfBI traceert ondertussen Artemis’ vader. Hij wordt vastgehouden door Mikhael Vassikin, een ex-KGB-agent.
De reddingsactie verloopt niet al te soepel, doordat de kobolden de groep lastigvallen. Door Artemis Fowl I te beschieten met een nepgranaat met bloed erin lijkt het alsof hij wordt doodgeschoten. Het losgeld wordt op een heuvel verderop gezet en de maffia gaat erheen. Holly Short redt de vader van Artemis en hij overleeft het.